# Nowe Ludzicko
Nowe Ludzicko [ˈnɔvɛ luˈd͡ʑit͡skɔ] (tiếng Đức: Neu Lutzig) là một ngôi làng thuộc khu hành chính của Gmina Połczyn-Zdrój, trong quận Świdwin, West Pomeranian Voivodeship, ở phía tây bắc Ba Lan. Nó nằm khoảng 5 kilômét (3 mi) phía tây bắc Połczyn-Zdrój, 19 km (12 mi) về phía đông của Świdwin và 106 km (66 mi) về phía đông bắc của thủ đô khu vực Szczecin.
Trước năm 1945, khu vực này là một phần của Đức. Đối với lịch sử của khu vực, xem Lịch sử của Pomerania.
Ngôi làng có dân số 280 người.